# Арбускулярная микориза
Арбускулярная микориза, везикулярно-арбускулярная микориза (АМ, ВАМ) — один из типов микоризы, относящийся к эндомикоризе.
Симбиотические отношения (мутуализм) образуются между подавляющим большинством сосудистых растений и грибками отдела Glomeromycota. Характеризуются проникновением гиф гриба в межклеточные пространства растения либо внутрь клеток, наличием арбускул (густо ветвящихся гиф, непосредственно участвующих в обмене веществом) и внекорневых гиф, на которых образуются споры. Некоторые из грибков также образуют внутрикорневые везикулы — вздутия на гифах, наполняющиеся липидным веществом. Представители родов Gigaspora и Scutellospora образуют везикулы вне корней.
В отличие от эктомикоризы, при образовании арбускулярной микоризы не происходит существенных изменений корневой системы растения, обнаружить эндомикоризу можно только микроскопическими методами. У некоторых видов растений при образовании арбускулярной микоризы корни окрашиваются в жёлтый цвет.
Предположительно, 80 % всех сосудистых растений способны к образованию арбускулярной микоризы. Эта способность также была показана и у некоторых низших растений. Среди исключений — большинство представителей семейств Крестоцветные и Маревые. Следы арбускулярной микоризы обнаружены на окаменелостях девонского периода. Споры грибов, близкие по строению спорам современных Glomeromycota, обнаружены в отложениях времён ордовика (460 млн лет назад), что говорит о вероятном образовании арбускулярной микоризы древними несосудистыми растениями.
Все Glomeromycota — облигатные симбиотрофы, получающие органические соединения только от растений. Это делает невозможным культивирование грибков отдельно от культур корней и серьёзно затрудняет их изучение.

## Образование
После распознавания корня растения гифы гриба интенсивно ветвятся и формируют аппрессории на поверхности корней или корневых волосков, после чего гифы проникают сквозь клетки эпидермиса.

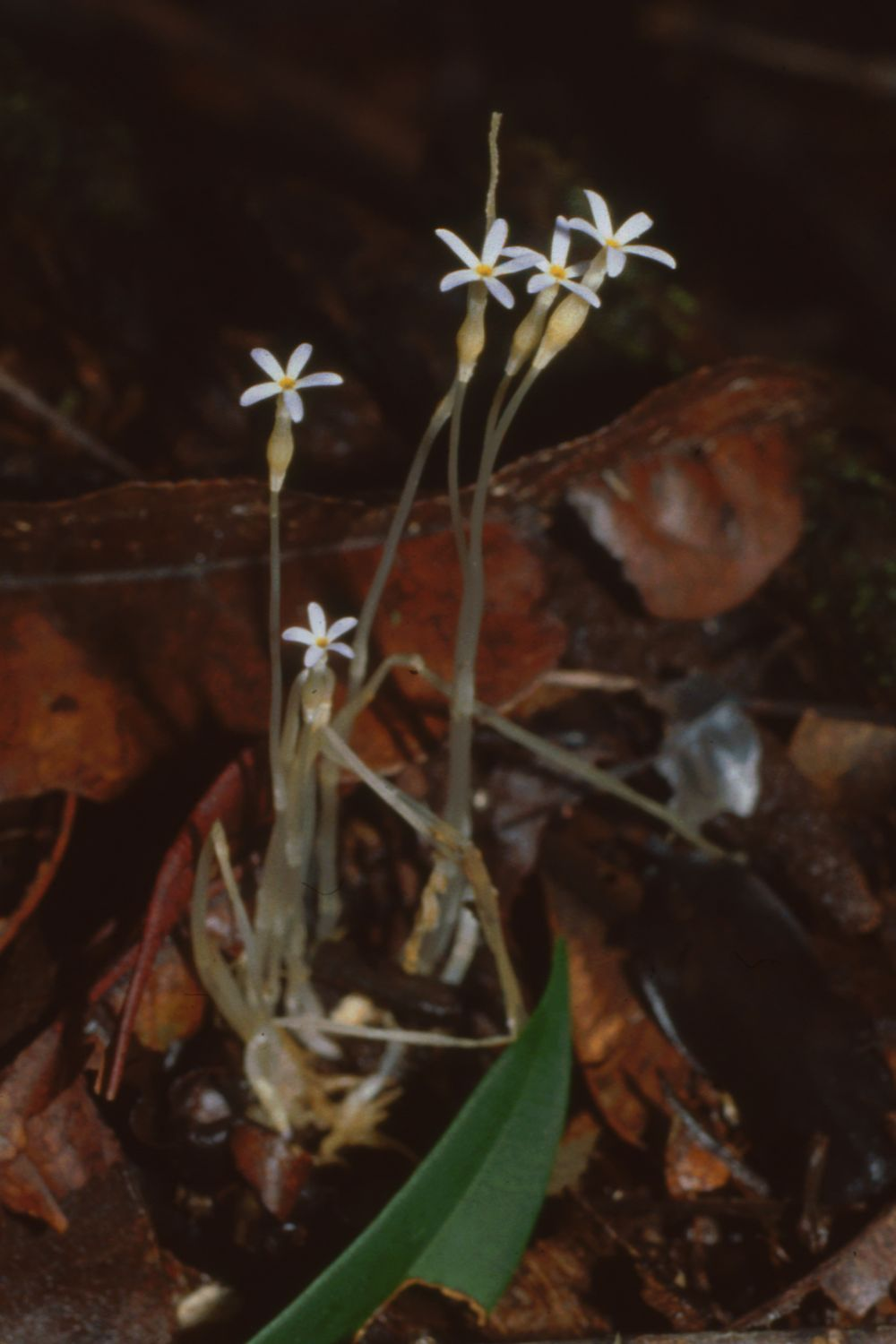
Voyria tenella — бесхлорофилльное растение, вступающее в симбиоз с арбускулярными микоризными грибами.

Условно выделяют Arum-тип и Paris-тип ВАМ в зависимости от дальнейшего поведения гиф гриба (по названию родов Arum и Paris, у которых соответствующий тип микоризы был впервые обнаружен). В настоящее время установлено, что в действительности они образуют непрерывный ряд переходных форм. При образовании микоризы Arum-типа гифа гриба образует кольцо в клетке эпидермиса либо в первой клетке кортекса, затем переходит в межклеточное пространство кортекса. У Paris-типа гифа переходит из клетки в клетку в кортексе, образуя множество колец.
При микоризе Arum-типа на гифах образуются ответвления, которые проникают в клетки кортекса и интенсивно ветвятся, образуя арбускулы. У Paris-типа микоризы арбускулы образуются на внутриклеточных кольцах гиф. Через арбускулы происходит основной обмен веществом между грибом и растением.
Везикулы могут образовываться из конечных клеток гиф либо из боковых ответвлений, внутри клеток растения либо в межклеточном пространстве. Их образование следует после образования арбускул, что может говорить о необходимости получения грибом определённых органических веществ для их образования. Клетка, превращающаяся в везикулу, разрастается, происходят изменения в цитоплазме и клеточной стенке. Везикулы наполняются липидным веществом, в них обыкновенно множество ядер, иногда встречаются эндосимбиотические бактерии.
Внекорневой мицелий гриба служит главным образом для захвата и доставки к растению различных питательных элементов, например, фосфора. Гифы гриба способны влиять на уровень pH в занимаемых микрозонах, влияя на подвижность питательных веществ. Также описаны многочисленные случаи образования микоризы одним мицелием с различными растениями и обмена веществом между ними. Особый интерес представляют такие «мицелиальные мосты» между бесхлорофилльными гетеротрофными растениями и фотосинтезирующими автотрофами. В частности, к образованию арбускулярной микоризы способны Arachnitis uniflora, 5 видов Voyria, Voyriella parviflora с теми же видами, что и окружающие растения. Однако использование бесхлорофилльными растениями органических веществ, переносимых грибом от фотосинтезирующих растений, в настоящее время не доказано.